# 석양의 협객
"석양의 협객"은 한국에서 제작된 라식 감독의 1969년 영화이다. 반영자 등이 주연으로 출연하였고 주동진 등이 제작에 참여하였다.

## 출연

### 주연
- 반영자
- 재량
- 김철

## 기타
- 조명: 손영철
- 미술: 박병석